# Співачка Жозефіна, або мишачий народ
«Співачка Жозефіна, або мишачий народ» (нім. Josefine, die Sängerin oder Das Volk der Mäuse) — останнє оповідання Франца Кафки, написане в 1924 році незадовго до його смерті. Увійшло до збірки оповідань «Голодомайстер», яка була видана видавництвом Verlag Die Schmiede невдовзі після смерті автора.

## Сюжет
Жозефіна — рідкість серед мишачого народу, адже вона має вроджені здібності до співу, яких не було ні у кого в недавній історії спільноти. Хоч цей народ не є музичним, дехто ставить під сумнів здібності Жозефіни, тоді як інші обожнюють її, вважаючи скарбом громади. Коли Жозефіна починає співати — всі збираються разом, щоб послухати, і цінують її виступи як щось, що допомагає їм витримати їхнє надзвичайно важке життя.
Оповідач починає з твердження, що той, хто не чув, як співає Жозефіна, не знає справжньої сили музики, але, поміркувавши, запитує, чи взагалі Жозефіна співає, чи просто свистить, як це вміють робити всі інші, і роблять це регулярно. Він каже, що в її голосі немає нічого вартого уваги, окрім, можливо, його крихкості, але в Жозефіні має бути щось особливе, оскільки її виступ змушує всіх забути, принаймні тимчасово, будь-які дорікання в її адресу. Він ставить собі питання, чи не може її ефект полягати в тому, що вона робить з повсякденних подій видовище, і в цьому випадку її посередній голос може виділятися. Після деякого уточнення своєї оцінки, оповідач вирішує, що мишачий народ цінує не її «здібності», а можливість зібратися і поміркувати в тиші, яку дають її вистави. Вони найбільше цінують ці зустрічі, коли настають найважчі часи. Жозефіна залишається впливовою в громаді, навіть попри те, що її виступи іноді привертають увагу ворогів мишачого народу і призводять до нападу, від якого вона завжди тікає в безпечне місце.
Жозефіна регулярно намагається переконати спільноту мишачих людей дозволити їй припинити свою обов'язкову роботу, щоб вона могла зосередитися на своєму «співі». Оповідач вважає, що насправді вона прагне суспільного визнання свого мистецтва. Вона стверджує, що могла б співати ще краще, якби мала час на відпочинок між виступами, але громада ігнорує її прохання, тому вона починає скорочувати свої виступи та симулювати травми, але ніхто, окрім її прихильників, не звертає на це уваги. Зрештою, Жозефіна зникає. Спочатку за нею сумують і шукають, але оповідач коментує, що, зрештою, втечею вона лише нашкодила собі, адже мишачий народ міг жити ще до неї та тепер житиме без неї, спершу лише зі спогадами про її пісні, а згодом і без них.

## Тлумачення
У творі мишачий народ жодного разу не описується як такий, що складається з мишей. Багато аспектів їхнього життя схожі на мишачі: небезпека завжди неминуча, багато ворогів, місцевість, в якій вони живуть, працьовитість, їхніх дітей забирають з родин у суспільство невдовзі після народження, відсутність письмових записів тощо. Оповідач є одним з них, описує їх, коли Жозефіна починає співати, так, що вони стають «тихими, як миші» — окрім назви, це єдиний раз, коли згадуються миші. Ймовірно, Кафка хотів залишити це питання на судження читача.
Як і в оповіданні «Голодомайстер», тут розглядаються стосунки між митцем та його аудиторією. Таким чином, воно може бути роздумами Кафки про його власну творчість. Зокрема, Кафка звертається до постійної для нього проблеми — можливості звільнитися від своєї роботи, щоб повністю присвятити себе письменництву.
Починаючи з 1921 року, Кафка цікавився творчістю єврейського сатирика Карла Крауса. Тому оповідання також може інтерпретуватися як алегоричне зображення взаємодії між Карлом Краусом та його переважно єврейською аудиторією. Недосконалий свист може символізувати єврейську манеру розмовляти, бурмочучи. Таким чином, свист Жозефіни, тобто її мишача мова, була б «мишиною німецькою».
Спів Жозефіни передає, незалежно від її власних намірів, сильне відчуття безпеки та спокою, що є великою потребою для неспокійного мишачого народу, керованого як величезним репродуктивним інстинктом, так і небезпекою: «Цей свист, що лунає тоді, коли має замовкнути все інше, зіходить до нас, мов послання всього народу до кожної окремої людини. В часи тяжких випробувань кволий Жозефінин свист мов відображує злиденне животіння нашого народу серед бур ворожого йому світу. Й Жозефіна відтворює ту злиденність своїм співом і поведінкою, здобуваючи нашу щиру прихильність, і на саму думку про це нам стає легше». Тут чітко простежується посилання на єврейський народ з його суворими умовами життя і долею розпорошення по всьому світу, і приписується великий позитивний ефект мистецькій творчості як об'єднуючій силі.

## Використання у філософії
Австрійський філософ Ґеральд Рауніґ використовує «Жозефіну» як обрамлення у своїй книзі «Фабрики знань, індустрії творчості», щоб покритикувати фабричні аспекти університетів та індустріальні характеристики мистецтва. У книзі Рауніґа зв'язок між співом Жозефіни та повсякденним життям мишачого народу тягне за собою як детериторіалізацію, так і ретериторіалізацію — концепції зі спільної роботи філософів Жиля Дельоза та Фелікса Ґваттарі. Зокрема, привабливість пісні Жозефіни є концентруючою, ретериторіалізуючою силою, в той час, як повсякденне життя мишачого народу передбачає постійний рух або детериторіалізацію.

## Адаптації
- «Жозефіна — мишача співачка» — п'єса Майкла Макклюра[en]. Отримала премію «Обі[en]» як найкраща п'єса року.
- У 2014 році музичний гурт Tangerine Dream випустив міні-альбом Josephine the Mouse Singer.
- Співачка Жозефіна й Мишачий Народ — повнометражний художній фільм кінорежисера Сергія Маслобойщикова.